# Ministerio de Culturas, Descolonización y Despatriarcalización de Bolivia
El Ministerio de Culturas, Descolonización y Despatriarcalización de Bolivia fue creado el 20 de noviembre de 2020 en el gobierno de Luis Arce con la misión de promover las políticas culturales de la dignidad y soberanía, así como revertir las desigualdades entre nacionalidades y entre hombres y mujeres. Al frente del ministerio se nombró a Sabina Orellana Cruz. Este ministerio es heredero del Ministerio de Culturas y Turismo eliminado en junio de 2020 durante la presidencia de Jeanine Áñez.

## Estructura jerárquica
La estructura jerárquica del ministerio se establece en el Decreto Supremo N.º 4393, 13 de noviembre de 2020
Ministra de Culturas, Descolonización y Despatriarcalización. Esperanza Guevara.
 Viceministerio de Descolonización y Despatriarcalización: Pelagio Condori
- Dirección General de Descolonización y Despatriarcalización

- Dirección General de Lucha Contra el Racismo y Toda Forma de Discriminación

 Viceministerio de Patrimonio e Industrias Culturales y Creativas: Juan Carlos Cordero Nina 
- Dirección General de Industrias Culturales y Creativas

- Dirección General de Patrimonio Cultural
- Dirección General de Bienes Culturales

## Atribuciones
Las atribuciones del Ministerio están detalladas en el Decreto N.º 4393
- a) Formular y ejecutar políticas de protección y difusión de las culturas existentes en el país.

- b) Proteger las riquezas culturales, religiosas, históricas y documentales; promoviendo su custodia y conservación.

- c) Implementar la participación de las naciones y pueblos indígena originario campesinos, comunidades interculturales y afrobolivianas en la toma de decisiones de las políticas culturales.

- d) Establecer y ejecutar políticas de protección, conservación, restauración y custodia de monumentos, inmuebles y de todo el patrimonio material que se considere de interés histórico, religioso y cultural.

- e) Supervisar el cumplimiento de los convenios, acuerdos y tratados internacionales en materia cultural ratificados por el país.

- f) Formular y desarrollar políticas que contribuyan a que la diversidad cultural y los procesos de interculturalidad sean la base del desarrollo nacional.

- g) Coordinar la formulación de políticas culturales para la descolonización y despatriarcalización en el Estado Plurinacional.

- h) Promover la investigación, difusión y prácticas de culturas ancestrales y naciones originarias y pueblos indígenas desde el punto de vista antropológico, sociológico, arquitectónico, arqueológico, religioso, etnográfico y económico.

- i) Coordinar con Ministerios y entidades territoriales descentralizadas y autónomas, actividades que promuevan la descolonización, despatriarcalización y las prácticas interculturales.

- j) Articular políticas de cultura y turismo enfocadas al desarrollo social, económico local, regional y nacional, en coordinación con las instancias correspondientes.

- k) Efectuar el seguimiento y control de las instituciones nacionales y extranjeras, en el cumplimiento de las normas de conservación y custodia del patrimonio histórico, arquitectónico, arqueológico, artístico, religioso, etnográfico y documental.

- l) Formular políticas y emprender acciones para la recuperación del patrimonio arqueológico y cultural nacional sustraído ilícitamente, tanto dentro como fuera del territorio boliviano.

- m) Elaborar políticas de protección y promoción del patrimonio inmaterial y la riqueza cultural de las naciones y pueblos indígena originario campesinos, comunidades interculturales y afrobolivianas.

- n) Implementar programas de aprendizaje de los idiomas oficiales del Estado Plurinacional.

- o) Formular e implementar políticas de despatriarcalización, prevención del racismo y cualquier otra forma de discriminación.

- p) Formular e implementar políticas de recuperación de la memoria histórica de los pueblos indígena originario campesinos, comunidades interculturales y afrobolivianas.

- q) Implementar proyectos y programas de inclusión de las naciones y pueblos indígena originario campesinos, comunidades interculturales y afrobolivianas en el Estado Plurinacional.

- r) Establecer políticas de introducción de los saberes de las naciones y pueblos indígena originario campesinos, comunidades interculturales y afrobolivianas en el Sistema Educativo Nacional en coordinación con el Ministerio de Educación.

- s) Fomentar la apertura de mercados para la producción artística y artesanal de las naciones y pueblos indígena originario campesinos, comunidades interculturales y afrobolivianas.

- t) Proponer políticas, planes, programas y proyectos en materia de descolonización, despatriarcalización y lucha contra el racismo y toda forma de opresión, explotación, violencia y discriminación.

- u) Proponer políticas culturales para la descolonización, despatriarcalización, protección y promoción de los saberes y conocimientos de las naciones y pueblos indígena originario campesinos y comunidades afrobolivianas.

- v) Proponer políticas de gestión pública para descolonizar y despatriarcalizar el Estado Plurinacional.

## Descolonizar y despatriarcalizar
El presidente Arce en la sesión de creación del ministerio y la toma de posesión de la ministra definió así los objetivos:
«Descolonizar y despatriarcalizar es revertir esa desigualdad entre nacionalidades, así como entre hombres y mujeres, es romper la hegemonía de una cosmovisión unívoca que subordina una a la otra, que subordina como cosmovisiones distintas; es aceptar la diversidad para generar interrelaciones basadas en la mutua aceptación en igualdad de importancia»